# Haus- und Familienpfleger
Haus- und Familienpfleger/-in ist ein anerkannter Aus- oder Weiterbildungsberuf im sozialen Bereich, der die Versorgung und Unterstützung von Haushalten beinhaltet.
Die Tätigkeiten umfassen die selbständige und eigenverantwortliche Vertretung, Unterstützung oder Anleitung der für den Haushalt verantwortlichen Person in hauswirtschaftlichen, erzieherischen oder pflegerischen Bereichen. Dabei geht es meist um eine vorübergehende Aufgabe, weil die betreffende Person zeitweise abwesend, erkrankt oder überfordert ist. Zum Berufsbild gehört ebenso die dauerhaft Betreuung, Unterstützung oder Pflege hilfsbedürftiger Menschen in der eigenen Wohnung sowie die entsprechenden Aufgaben in familienähnlichen Strukturen, wie etwa Demenzwohngemeinschaften oder Einrichtungen des Betreuten Wohnens.
Abzugrenzen ist die Tätigkeit vom Pflegedienst, der sich mit immobilen Betroffenen direkt vor Ort außerhalb von Pflegeheimen beschäftigt. Ebenfalls vom Fachwirt für Sozialdienste, der eher nicht vor Ort agiert, sondern mehr die Angelegenheiten aus der Verwaltung regelt. Sie ist dem tertiären Sektor (Dienstleistungssektor) zugeordnet.
Die Interessenvertretung der Haus- und Familienpfleger ist der Bundesverband privater Anbieter sozialer Dienste.

## Ausbildung
Als Ausbildungsberuf ist die Haus- und Familienpflege in Deutschland landesrechtlich geregelt. Die Ausbildung findet an Berufsfachschulen statt, dauert in der Regel drei Jahre und schließt mit einer staatlichen Prüfung ab.
Ziel der Ausbildung ist die Vermittlung von Kenntnissen und Fertigkeiten, die dazu befähigen, selbständig und eigenverantwortlich die für den Haushalt verantwortliche Person im hauswirtschaftlichen, erzieherischen oder pflegerischen Bereich vorübergehend zu vertreten, zu unterstützen oder anzuleiten sowie hilfsbedürftige Menschen in der eigenen Wohnung zu betreuen und zu pflegen oder Aufgaben in familienähnlichen Strukturen vorübergehend oder dauerhaft zu übernehmen.
Die Zugangsvoraussetzungen für die Zulassung zur Ausbildung sind in den Bundesländern nicht einheitlich geregelt. Vorausgesetzt wird im Allgemeinen ein Hauptschulabschluss oder ein Mittlerer Bildungsabschluss. Teilweise wird zusätzlich oder alternativ eine abgeschlossene Berufsausbildung verlangt, teilweise der Nachweis einer Praktikumsstelle oder der Nachweis der mehrjährigen Führung eines Mehrpersonenhaushaltes.
Der Beruf kann auch auf dem Wege der Weiterbildung erlernt werden und unterliegt dabei ähnlichen Voraussetzungen wie die Ausbildungsform. Die Weiterbildung findet an Fachschulen statt und kann zwischen zwei und dreieinhalb Jahren dauern. Sie kann Vollzeit oder berufsbegleitend stattfinden und schließt ebenfalls mit einer staatlichen Prüfung ab.

## Berufsbild und Aufgaben
Haus- und Familienpfleger werden als Vertreter der abwesenden oder erkrankten Hausfrau bzw. der haushaltführenden Person im städtischen Familienhaushalt eingesetzt. In ländlichen Bereichen kann die Übernahme von spezifischen Aufgaben im landwirtschaftlichen Haushalt und Betrieb zu den Aufgaben gehören.
Zu ihren Aufgaben im Einzelnen kann die Planung und Führung des Haushalts gehören, die Zubereitung der Mahlzeiten, das Aufräumen und Putzen der Wohnung, das Waschen und Pflegen der Wäsche, ferner die Betreuung und Beaufsichtigung von Kindern oder die Anleitung und Beratung der haushaltführenden Person zur Erlangung oder Wiedererlangung der auf die Haushaltsführung bezogenen Kompetenzen.
Weitere Aufgaben liegen im koordinatorischen Bereich, etwa Absprachen mit Ärzten, Physiotherapeuten, mit Schulen und Kindergärten. Im pflegerischen Bereich kann die Säuglings- und Wöchnerinnenpflege sowie die Betreuung von Menschen mit Behinderung zu den Aufgaben gehören.
Die Ausübung der Berufstätigkeit ist an den Abschluss einer entsprechenden Aus- oder Weiterbildung und die bestandene staatliche Abschlussprüfung gebunden. Sie ist der jeweils zuständigen Landesbehörde zu beantragen. Bei Tätigkeiten mit Minderjährigen kann darüber hinaus ein erweitertes Führungszeugnis verlangt werden.
Anstellung finden Haus- und Familienpfleger bei den Wohlfahrtsverbänden, in Sozialstationen oder bei ambulanten Familienpflegedienste, sowie in Einrichtungen der Alten- und Behindertenbetreuung und in privaten Haushalten. Auch eine selbstständige Tätigkeit ist möglich.

## Voraussetzungen für den Einsatz
Familienpflege beinhaltet in den meisten Fällen eine vorübergehende Hilfe im Haushalt für Familien und Lebensgemeinschaften mit Kindern. Die Voraussetzungen dazu sind gegeben bei schwerer Erkrankung oder einem Krankenhausaufenthalt der haushaltsführenden Person, bei körperlicher, psychischer oder sozialer Überforderung, etwa aufgrund von Notsituationen bei Alleinerziehenden, nach Mehrlingsgeburten oder aufgrund der besonderen Belastungen oder Schwierigkeiten, die sich aus der Betreuung von behinderten Kindern ergeben.
Die Finanzierung übernehmen in der Regel die Krankenkassen, daneben die Rentenversicherungen oder die Jugendhilfe. Rechtliche Grundlagen sind in Deutschland u. a. § 38, § 195 und 199 SGB, § 20 KJHG/SGB sowie § 70 BSHG.